# Kissing-nun
Kissing-nun est une photographie de mode prise par le photographe italien Oliviero Toscani en 1992 pour illustrer une campagne publicitaire de Benetton, United Colors of Benetton. Portrait d'une nonne échangeant un baiser avec un homme d'église, l'image fit scandale lors de sa diffusion, notamment en Italie et en France.
Certains comparent cette image à du voyeurisme mais Benetton a cherché à rassembler et à montrer que l'amour est plus fort même que les interdits religieux.
Le rôle du prêtre a été joué par Qarim Brown.

## Annexe